# تشارلز نيلسون (لاعب كرة قدم)
تشارلز نيلسون (بالإنجليزية: Charles Neilson)‏ هو لاعب كرة قدم بريطاني (وحمل سابقاً جنسية المملكة المتحدة لبريطانيا العظمى وأيرلندا) في مركز الهجوم، ولد في 27 نوفمبر 1889 في المملكة المتحدة، وتوفي في 1 يونيو 1916 في نوفيل سان فاس في فرنسا. لعب مع نادي أبردين.